# Tennessee Ridge
Tennessee Ridge – miasto w Stanach Zjednoczonych, w stanie Tennessee, w hrabstwie Houston.